# Libreto
Libreto je djelo koje sadrži riječi za glazbenu izvedbu kao što je opera, opereta ili mjuzikl. 
Libreto sadrži riječi za pjevanje, ali i za recitiranje. Može nastati na više načina. Neki skladatelji, na primjer Richard Wagner, napišu i libreto i glazbu. Drugi uzmu neku već gotovu dramu i pretoče je u libreto, ili plate nekom vještom adaptatoru da obavi taj posao za njih. Takav je bio Francesco Maria Piave, koji je za operu prilagodio djela slavnih pisaca kao što je Victor Hugo. Napokon, neki su autori (libretisti) izravno pisali libreta za operu, među kojima su najslavniji Lorenzo da Ponte i Hugo von Hofmannsthal.
Nažalost, zasluge libretista često se previde. Iako su neki od njih stekli slavu zbog suradnje sa skladateljima, kao što su Gilbert i Sullivan, u većini slučajeva skladatelj opere ili operete ugrabi svu slavu za završeno djelo, dok libretist ostaje praktički nepoznat.